# Pleurothyrium tomiwahlii
Pleurothyrium tomiwahlii är en lagerväxtart som beskrevs av H. van der Werff. Pleurothyrium tomiwahlii ingår i släktet Pleurothyrium och familjen lagerväxter. Inga underarter finns listade i Catalogue of Life.